# Eva McLaren

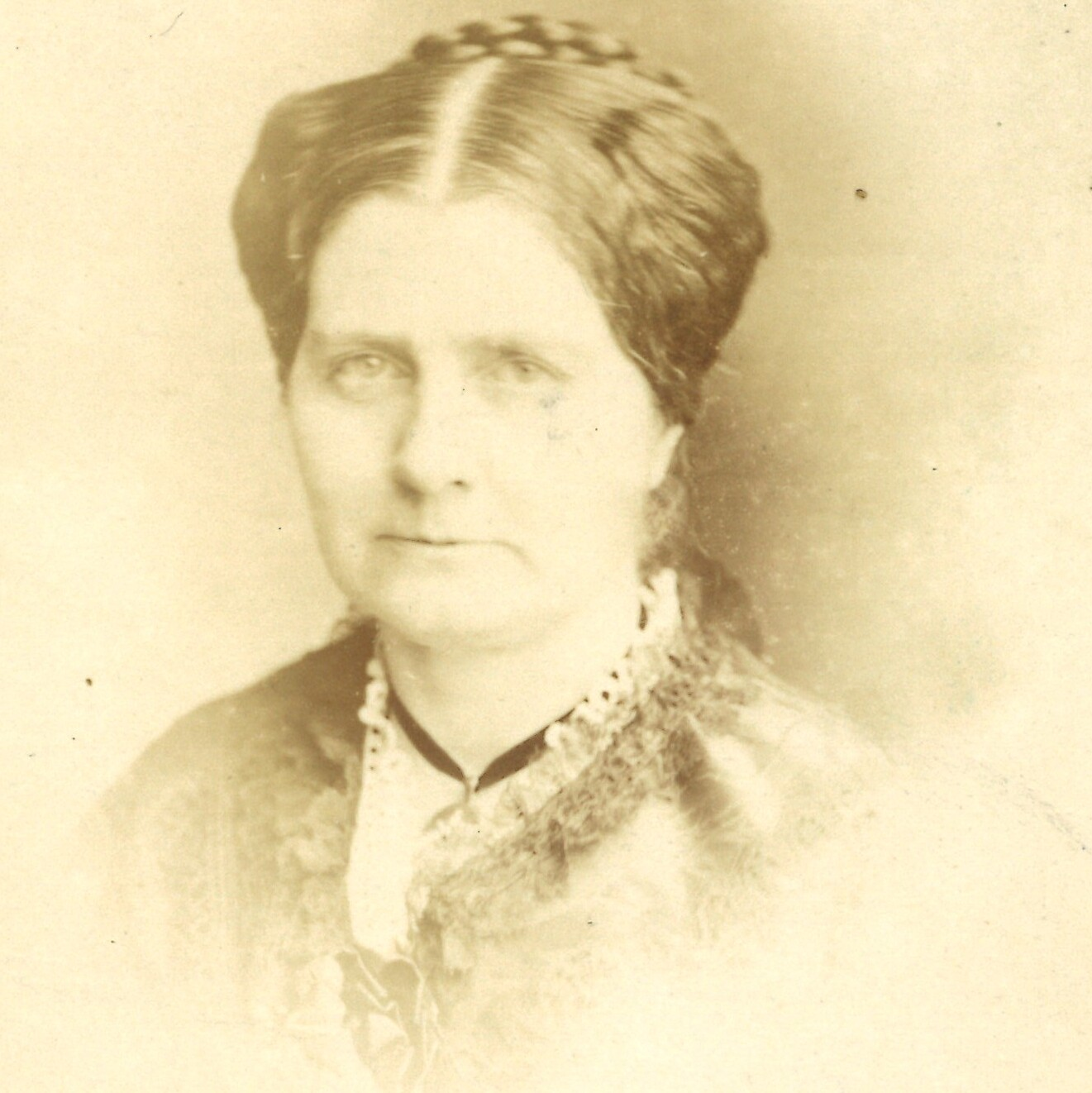
Eva McLaren (um 1880)

Eva Maria McLaren (* 1852 oder 1853 als Eva Maria Müller; † 16. August 1921 in Borough Green, Kent) war eine britische Suffragette.

## Leben
Eva Müller kam 1852 oder 1853 als Tochter des deutschstämmigen Unternehmers William Müller und dessen englischer Ehefrau Maria Henrietta zur Welt. Sie hatte vier Geschwister, darunter die spätere Frauenrechtlerin Henrietta Müller (1845/1846–1906). Ihre Kindheit verbrachte sie größtenteils in der damals bedeutenden chilenischen Hafenstadt Valparaíso, ehe die Familie nach England zurückkehrte. Dort erhielt sie auch eine formale Schulbildung; zuvor war sie von einer Gouvernante erzogen worden. Gemeinsam mit ihrer Schwester Henrietta reiste sie als junge Frau durch Europa. Durch die progressiven Haltungen ihrer Mutter und Henriettas inspiriert, wollte Eva zunächst Sozialarbeiterin werden und arbeitete zeitweise als Assistentin von Octavia Hill, einer Pionierin des sozialen Wohnungsbaus, im Londoner Stadtteil Marylebone. Anschließend begann sie eine Ausbildung zur Krankenschwester in Liverpool, bevor sie nach London zurückkehrte, um ihren kränkelnden Vater zu pflegen. Parallel begann sie ihren jahrelangen Dienst als Poor Law Guardian unter dem britischen Armengesetz. Wie auch ihre Schwester unterstützte sie Bemühungen, mehr Frauen in die Position des Poor Law Guardian zu wählen. 1883 heiratete sie den aufstrebenden liberalen Politiker Walter McLaren (1853–1912), der aus einer prominenten progressiven Familie stammte, die diverse Verbindungen zur Suffragettenbewegung hatte: die Suffragette und Abolitionistin Priscilla Bright McLaren (1815–1906) war beispielsweise Walters Mutter.
Die McLarens führten eine führe ihre Zeit ausgesprochen progressive Ehe. Die immer noch existierende rechtliche Unterordnung der Ehefrau gegenüber dem Ehemann lehnten beide ab und Eva insistierte beispielsweise darauf, als „Mrs. Eva McLaren“ und nicht als „Mrs. Walter McLaren“ angesprochen zu werden. Auch politisch vertraten beide Ehepartner ähnliche Positionen: Beide setzten sich vehement für das Frauenwahlrecht ein, dessen Einführung beide um jeden Preis durchsetzen wollten. Eva war unter anderem ein führendes Mitglied der National Society for Women’s Suffrage und der Women’s Liberal Federation, einer Suffragettenorganisation innerhalb der Liberal Party. Auch ihr Ehemann engagierte sich in solchen Positionen und wurde nach seiner Wahl ins House of Commons dort ein wichtiger Unterstützer der Suffragetten. Beide unterstützen zudem die Beteiligung von Frauen in der Lokalpolitik, beteiligten sich an der Kampagne gegen die als für Frauen als diskriminierend erachteten Contagious Diseases Acts und interessierten sich beide auch für die Situation von Frauen in Britisch-Indien. Beide waren auch Pazifisten. Eva McLaren trat zudem der Abstinenzbewegung bei und war von 1894 bis 1900 Vizepräsidentin der British Women’s Temperance Association (BWTA). In dieser Zeit unterstützte sie den Kurs der Präsidentin der Organisation, Lady Henry Somerset, die die BWTA zunehmend als allgemeine Reformorganisation jenseits der Abstinenz positioniert wissen wollte. Nach dem plötzlichen Tod ihres Ehemannes 1912 zog sich McLaren zunehmend ins Privatleben zurück, wenngleich sie insbesondere in der Women’s Liberal Federation noch für einige Zeit aktiv blieb. Mit dem Ausbruch des Ersten Weltkriegs meldete sie sich als gelernte Krankenschwester zum Militärdienst und diente im Winter 1914/1915 in einem Feldlazarett in Frankreich. Wenig später verschlechterte sich ihr Gesundheitszustand. Sie verstarb nach langer Krankheit im Sommer 1921 in Borough Green, Kent, an einer Erkrankung der Nieren verbunden mit einer Urämie und hinterließ eine Adoptivtochter.